# 鳴魚
鳴魚，又稱音樂魚，是台灣民間傳說中的怪魚，能夠發出音樂般的聲音。

## 能力
鳴魚沒有目擊的紀錄，所以無法得知牠們的外貌，但傳說牠們能發出如鼓聲般有規律的優美聲音，百步（幾十公尺）外就可以聽得很清楚。

## 分布與紀錄
有關鳴魚的記載和傳說主要都位於淡水河中，「台灣烏龍茶之父」陶德也曾在搭船從淡水前往基隆時聽過鳴魚的聲音。另外，據說鳴魚也曾出現在基隆港口。

## 原型
雖然沒有人實際見過鳴魚，但有人推測鳴魚的真身就是叫姑魚，該魚可用魚鰾發聲，棲息於近海和河口一帶，從印度至西太平洋（包括台灣）都有分布，但叫姑魚的聲音跟鳴魚傳說中的「鼓聲」不太相同，仍不能確定。